# The Gold It's in the...
Pistes de Obscured by Clouds
Burning Bridges
(3) Wot's... Uh the Deal
(5)
The Gold It's in the... est une chanson de Pink Floyd, figurant sur l'album Obscured by Clouds créée et enregistrée au château d'Hérouville à côté de Pontoise en France en 1972. C'est le quatrième morceau de l’album. La chanson raconte la quête d’un voyageur à la recherche d'émotions fortes : « They say there's gold, but I'm looking for thrills ».

## Interprètes
- David Gilmour – guitare électrique, chant
- Roger Waters – guitare basse
- Nick Mason – batterie